# Simulium rasyani
Simulium rasyani es una especie de insecto del género Simulium, familia Simuliidae, orden Diptera.
Fue descrita científicamente por Garms, Kerner & Meredith, 1988.